# Ранспак
Ранспак (фр. Ranspach) — коммуна на северо-востоке Франции в регионе Гранд-Эст (бывший Эльзас — Шампань — Арденны — Лотарингия), департамент Верхний Рейн, округ Тан — Гебвиллер, кантон Серне. До марта 2015 года коммуна административно входила в состав упразднённого кантона Сент-Амарен (округ Тан).
Площадь коммуны — 11,4 км², население — 858 человек (2006) с тенденцией к снижению: 842 человека (2012), плотность населения — 73,9 чел/км².

## Население
Численность населения коммуны в 2011 году составляла 836 человек, а в 2012 году — 842 человека.
| 1962 | 1968 | 1975 | 1982 | 1990 | 1999 | 2006 | 2008 | 2011 | 2012 |
| ---- | ---- | ---- | ---- | ---- | ---- | ---- | ---- | ---- | ---- |
| 1084 | 964  | 885  | 844  | 907  | 893  | 858  | 848  | 836  | 842  |

Динамика населения:

## Экономика
В 2010 году из 517 человек трудоспособного возраста (от 15 до 64 лет) 372 были экономически активными, 145 — неактивными (показатель активности 72,0 %, в 1999 году — 69,4 %). Из 372 активных трудоспособных жителей работали 345 человек (197 мужчин и 148 женщин), 27 числились безработными (9 мужчин и 18 женщин). Среди 145 трудоспособных неактивных граждан 37 были учениками либо студентами, 61 — пенсионерами, а ещё 47 — были неактивны в силу других причин.
На протяжении 2011 года в коммуне числилось 340 облагаемых налогом домохозяйств, в которых проживало 822 человека. При этом медиана доходов составила 19158 евро на одного налогоплательщика.

## Достопримечательности (фотогалерея)
- Церковь